# Poecilolycia szechuana
Poecilolycia szechuana är en tvåvingeart som beskrevs av Shatalkin 2000. Poecilolycia szechuana ingår i släktet Poecilolycia och familjen lövflugor.
Artens utbredningsområde är Sichuan (Kina). Inga underarter finns listade i Catalogue of Life.